# Украинцы в Словении
Украи́нцы в Словении (укр. Українці в Словенії) — одна из этнических общин на территории Словении, которая аналогично украинским диаспорам в других странах бывшей Югославии, сформировалась под влиянием историко-политических причин во время совместного нахождения Словении и украинских Галиции, Буковины, Закарпатья в составе Австро-Венгерской империи. Некоторое количество современной диаспоры составляют иммигранты, получившие словенское гражданство, либо граждане Украины постоянно проживающие в этой стране, в связи с работой или обучением в ВУЗе.
В Республике Словения проживает около 2500 этнических украинцев, которые расселены по всей стране.

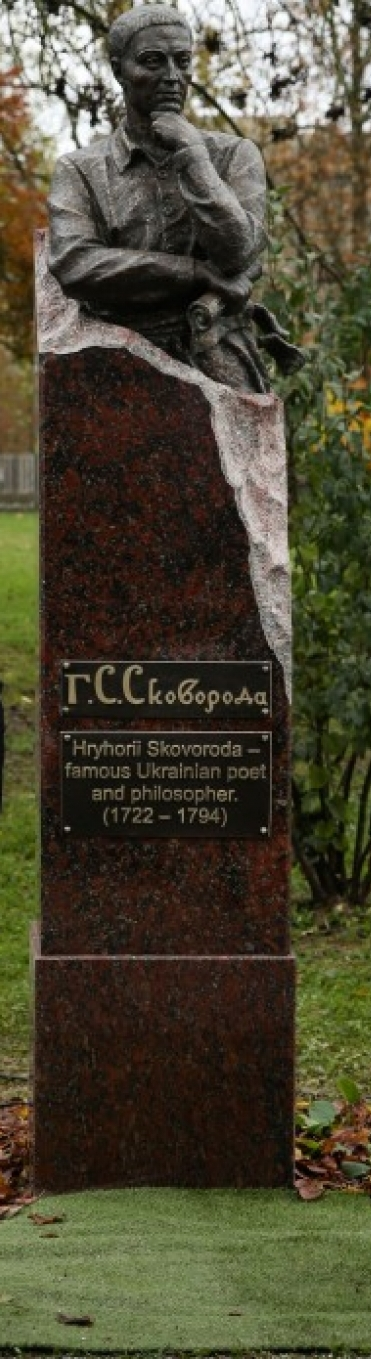
Памятник украинскому философу Г.С.Сковороде в Любляне (Словения)

На 31 декабря 2020 года на консульском учете в Посольстве Украины в Словении состояло не менее 643 человек, поскольку именно столько граждан зарегистрированы избирателями на избирательном участке в соответствующем дипломатическом учреждении.

## Обеспечение языковых, культурных и других прав украинской диаспоры
В Словении официально официально зарегистрированы следующие украинские общественные организации:
Общество украинцев "Карпаты" г. Любляна, председатель - Евгений Петрешин.
Украинский культурно-образовательная организация «Рукавичка», председатель - Ольга Мороз.
Культурное общество "Любляна-Киев", председатель - Андрей Гевко.
Украинско-словенское культурное общество "Мрия" г. Марибор, председатель - Павлина Сабинина.
Правовую основу украинского-словенского культурно-гуманитарного сотрудничества составляет Протокол о сотрудничестве между МИД Украины и МИД Республики Словения от 28 января 1994 года, Соглашение между Правительством Украины и Правительством Республики Словения о сотрудничестве в области культуры, науки и образования от 12 мая 1997 г. и о сотрудничестве в области культуры между Министерством культуры и туризма Украины и Министерством культуры Республики Словения от 27 июня 2007 года.
Посольством совместно с Обществом украинцев в Словении "Карпаты", обществом украинцев в Словении "Берегиня" и культурно-образовательной украинской организацией "Рукавичка" на регулярной основе проводятся культурно-художественные мероприятия, приуроченные к выдающимся событиям украинской истории.

## Увековечение памяти Г.С. Сковороды в Словении
8 ноября 2016 года Президент Украины вместе с Президентом Словении принял участие в открытии памятника Григорию Сковороде в одном из центральных парков столицы Словении – Любляне, и произнес речь во время церемонии открытия:
Наша дружба должна иметь определенные символы. Мне очень нравится идея мэрии Любляны создать Аллею художников. Какая же может быть Аллея художников, если здесь не представлена Украина? А кем лучше всего может быть представлена Украина? Тарас Шевченко и Григорий Сковорода
Еще в 18-м веке он демонстрировал европейскость украинцев. Он основал один из первых университетов в восточной Европе и играл чрезвычайно важную роль в формировании украинцев как нации
Президенты поблагодарили скульптора и всех, кто приобщился к сооружению этого памятника и выразили уверенность, что это будет очень символичным местом – символом дружбы между украинским и словенским народами.